# Rolls-Royce Wraith (berline)
Pour les articles homonymes, voir Rolls-Royce Wraith.

La Rolls-Royce Wraith (spectre) a été construite par Rolls-Royce dans son usine de Derby en 1938-1939. 